# Pal Joey
Pal Joey es una película de 1957, adaptación de la obra de teatro musical homónima de John O'Hara. La película está dirigida por George Sidney y protagonizada por Frank Sinatra, Kim Novak y Rita Hayworth.
Es considerada la consagración definitiva de Frank Sinatra, quien ganó por esta película un Globo de Oro. La película incluye temas de Richard Rodgers y Lorenz Hart que se convirtieron en estándares del jazz como «The Lady is a Tramp», «I Didn't Know What Time It Was», «I Could Write a Book» y «There's A Small Hotel».

## Argumento

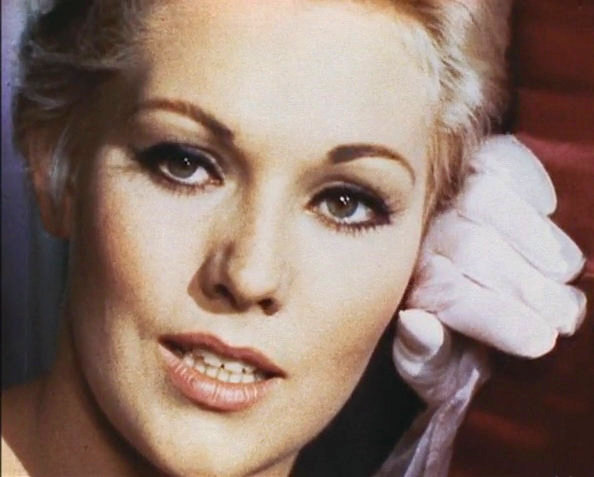
Linda English (Kim Novak) en Pal Joey

En San Francisco Joey Evans (Frank Sinatra), un cantante de jazz de segunda fila, mujeriego pero encantador, se enamora de Linda English (Kim Novak) una ingenua cantante del coro. Al mismo tiempo flirtea con una antigua amante suya, Vera Simpson (Rita Hayworth), ex-estríper y hoy respetable viuda, para que le financie la apertura de un club que quiere llamar «Chez Joey». Se hacen amantes y Vera financia el club de Joey, pero Joey se siente cada vez más enamorado de Linda. Vera, celosa, cierra el club y exige a Joey que abandone a Linda; esta última está dispuesta a renunciar a Joey para que se reabra el club. Finalmente Joey rechaza a Vera y renuncia para siempre al club; Linda se une a él y se disponen a empezar una nueva vida juntos. 
En la obra de teatro musical original Joey acababa solo.

## Reparto

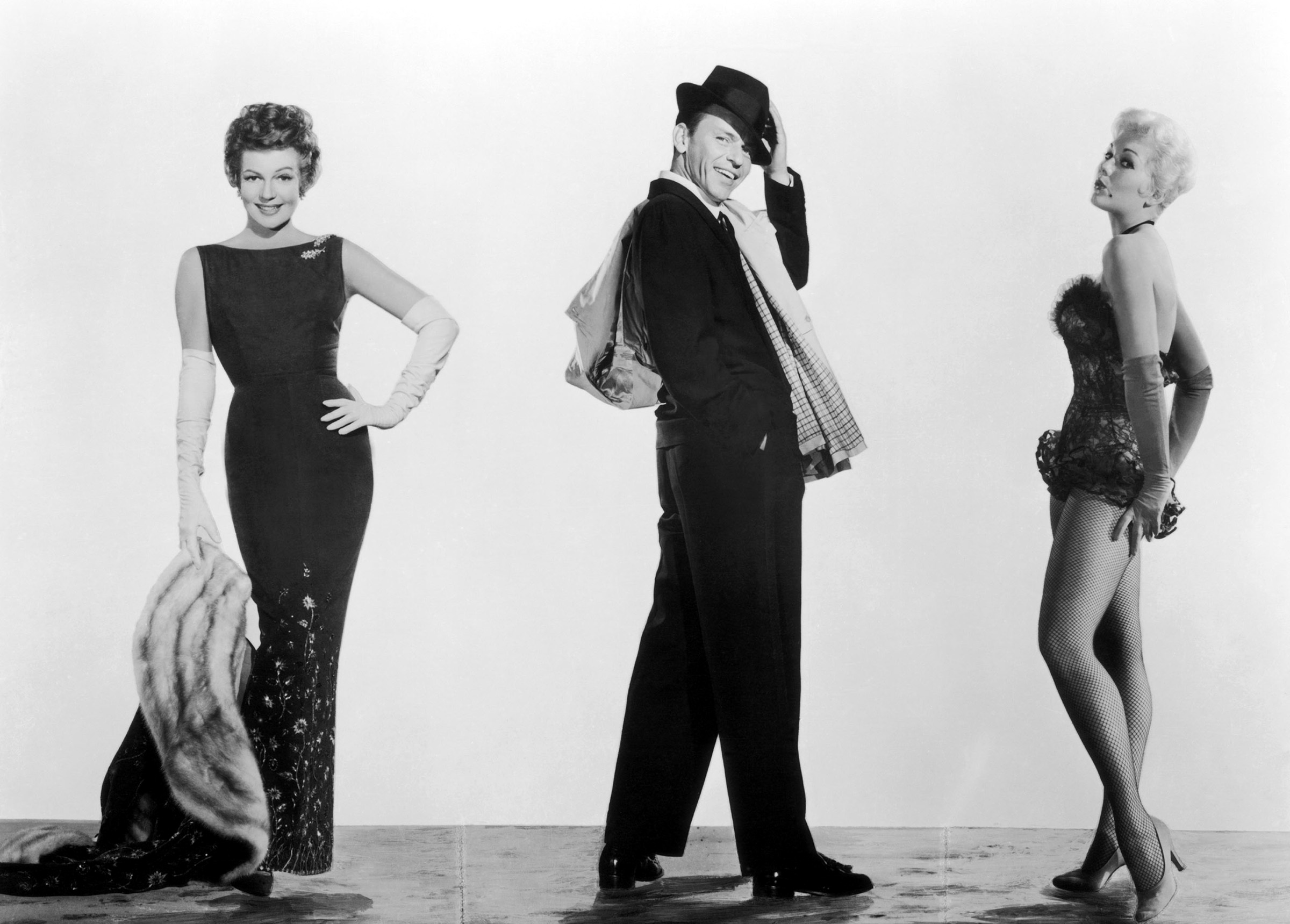
Hayworth, Sinatra, y Novak en una toma publicitaria

- Rita Hayworth ... Vera Prentice-Simpson
- Frank Sinatra ... «Pal» Joey Evans
- Kim Novak ... Linda English
- Barbara Nichols ... Gladys
- Bobby Sherwood ... Ned Galvin
- Judy Dan ... Chica de los Sombreros (sin acreditar)
- Hank Henry ... Mike Miggins
- Bek Nelson ... Lola

## Canciones
De las 14 canciones originales de Rodgers y Hart, se mantuvieron ocho, aunque dos de ellas como temas instrumentales, y se añadieron cuatro tomadas de otros espectáculos.
1. «That Terrific Rainbow» - chicas del coro y Linda English
2. «I Didn't Know What Time It Was» (estrenada en el musical de 1939 Too Many Girls) - Joey Evans
3. «Do It the Hard Way» - orquesta y chicas del coro
4. «Great Big Town» - Joey Evans y chicas del coro
5. «There's a Small Hotel» (estrenada en el musical de 1936 On Your Toes) - Joey Evans
6. «Zip» - Vera Simpson
7. «I Could Write a Book» - Joey Evans and Linda English
8. «The Lady Is a Tramp» (estrenada en el musical de 1937 Babes in Arms) - Joey Evans
9. «Bewitched, Bothered and Bewildered» - Vera Simpson
10. «Plant You Now, Dig You Later» - orquesta
11. «My Funny Valentine» (estrenada en el musical de 1937 Babes in Arms) - Linda English
12. «You Mustn't Kick It Around» - orquesta
13. Número de striptease - «I Could Write a Book» - Linda English
14. Secuencia del sueño y final: «What Do I Care for a Dame», «Bewitched, Bothered and Bewildered», «I Could Write a Book» - Joey Evans